# Polygala makaschwilii
Polygala makaschwilii är en jungfrulinsväxtart som beskrevs av Kemul.-nath.. Polygala makaschwilii ingår i släktet jungfrulinssläktet, och familjen jungfrulinsväxter. Inga underarter finns listade i Catalogue of Life.